# Maria Wanda Kopertyńska
Maria Wanda Kopertyńska (ur. 1950 r. w Łotowie) – polska ekonomistka, specjalizująca się w organizacji i zarządzaniu produkcją oraz pracą, a także zarządzaniu zasobami ludzkimi; nauczycielka akademicka związana z Uniwersytetem Ekonomicznym we Wrocławiu.

## Życiorys
Urodziła się w 1950 r. w Łotowie, w powiecie hrubieszowskim, w województwie lubelskim. Po pomyślnie zdanym egzaminie maturalnym w 1969 roku, podjęła studia w Wyższej Szkole Ekonomicznej we Wrocławiu (obecnie Uniwersytet Ekonomiczny), które ukończyła w 1974 roku, zdobywając magisterium z ekonomiki i organizacji przemysłu spożywczego. Bezpośrednio po ukończeniu studiów związała się z macierzystą uczelnią zostając na niej asystentką. W 1984 roku Rada Wydziału Zarządzania i Informatyki Akademii Ekonomicznej im. Oskara Langego nadała jej stopień naukowy doktora nauk ekonomicznych na podstawie pracy pt. Efektywność pracy wielozmianowej w wybranych zakładach, napisanej pod kierunkiem prof. dra hab. Bera Hausa. Wraz z nowym tytułem otrzymała awans na stanowisko adiunkta w macierzystej uczelni. W 2000 roku także tam uzyskała stopień naukowy doktora habilitowanego nauk ekonomicznych w zakresie nauk o zarządzaniu o specjalności nauki o zarządzaniu na podstawie rozprawy nt. System płac przedsiębiorstwa. Niedługo potem została mianowana profesorem nadzwyczajnym, a kilka lat później profesorem zwyczajnym. W 2009 roku prezydent Aleksander Kwaśniewski nadał jej tytuł profesora nauk ekonomicznych.
Na wrocławskiej uczelni ekonomicznej pracuje w Katedrze Zarządzania Produkcją i Pracą na Wydziale Zarządzania, Informatyki i Finansów w Instytucie Organizacji i Zarządzania. Pełniła kilka ważnych funkcji organizacyjnych. Była członkiem senatu uniwersytetu, a także dziekanem Wydziału Zarządzania i Informatyki w latach 2002–2005. Od 2009 do 2012 była dyrektorem Biura Nauki i Współpracy z Gospodarką. W 2012 roku objęła urząd prorektora do spraw nauki Uniwersytetu Ekonomicznego we Wrocławiu.
Aktywnie udziela się w krajowych stowarzyszeniach naukowych, będąc członkiem Towarzystwa Naukowego Organizacji i Kierownictwa, a także Polskiego Towarzystwa Ekonomicznego i Komisji Nauk Ekonomicznych Oddziału Polskiej Akademii Nauk we Wrocławiu od 2011 roku. Była ekspertem zespołu do spraw opracowania strategii wynagrodzeń w służbie cywilnej w Kancelarii Prezesa Rady Ministrów, członkiem rady nadzorczej Przedsiębiorstwa Przemysłu Mięsnego Sp. z o.o (2002-2006) oraz audytorem w zakresie zarządzania zasobami ludzkimi w konkursie Lider Zarządzania Zasobami Ludzkimi od 2002 roku.
Wykładała także we wrocławskiej filii Wyższej Szkoły Zarządzania i Bankowości w Poznaniu. Obecnie pracuje również jako profesor nadzwyczajny w Państwowej Wyższej Szkole Zawodowej im. Witelona w Legnicy.

## Dorobek naukowy
Maria Kopertyńska prowadzi badania w zakresie nauk o zarządzaniu dotyczące m.in. zarządzania zasobami ludzkimi, systemów motywowania, tworzenia i wynagradzania zespołów w warunkach postępujących zmian w organizacjach oraz równowagi praca – życie rodzinne pracowników. Jej dorobek naukowy obejmuje około 190 publikacji i 129 projektów badawczych, w tym m.in.: System ocen pracowników Petrochemii Płock SA (1998) i dla Zakładów Azotowych w Puławach (2005). Wypromowała jak dotychczas dwóch doktorów. Do jej najważniejszych publikacji należą:
- Zarządzanie kadrami, Legnica 2002.
- Motywowanie pracowników: teoria i praktyka, Warszawa 2009.